# Isidore Assiene-Ambassa
Isidore Assiene-Ambassa (15 oktober 1972) is een voetbalscheidsrechter uit Nieuw-Caledonië. Assiene-Ambassa werd in 2010 een scheidsrechter bij de FIFA. Hij floot wedstrijden bij kwalificatie voor het WK voetbal van 2014. Daar startte hij in de openingswedstrijd tussen Tonga en de Cookeilanden.